# IMSI
IMSI è la sigla di International Mobile Subscriber Identity ("identità internazionale di utente di telefonia mobile"). Si tratta di un numero che identifica univocamente ogni utenza di telefonia mobile di reti GSM o UMTS.
Il numero viene memorizzato nella SIM. Viene mandato dal dispositivo mobile alla rete ed è utilizzato per controllare gli altri dettagli del terminale mobile nel HLR (Home Location Register) o copiato localmente nel VLR (Visitor Location Register). Per evitare che chi si è sottoscritto al servizio venga identificato e tracciato da "intercettatori" sull'interfaccia radio, l'IMSI viene mandato più raramente possibile ed al suo posto viene inviato un TMSI generato a caso. 
Il Temporary Mobile Suscriber Identity è il numero che la stazione mobile utilizza per interfacciarsi con la rete GSM, in sostituzione dell'IMSI, per garantire la riservatezza degli utenti.
Un IMSI è lungo di solito 15 cifre. Comunque, possono essere più corti (es. quelli della MTN del Sudafrica sono di 14 cifre). Le prime tre cifre sono il codice del paese (MCC, Mobile Country Code), e le successive cifre sono il codice di rete (MNC, Mobile Network Code). MNC può essere lungo o due cifre (tipico per es. in Europa) o tre cifre (tipico in Nord America), le cifre rimanenti fino alla lunghezza massima sono il numero univoco dell'utente (MSIN, mobile subscriber identification number) all'interno della rete del suo operatore.
IMSI è conforme agli standard di numerazione ITU E.212.

## Esempi
IMSI: 284011234567890
| MCC  | 284        | Bulgaria   |
| MNC  | 01         | MobilTel   |
| MSIN | 1234567890 | 1234567890 |

IMSI: 310150123456789
| MCC  | 310       | USA               |
| MNC  | 150       | Cingular Wireless |
| MSIN | 123456789 | 123456789         |

IMSI: 222101234567890
| MCC  | 222        | Italia     |
| MNC  | 10         | Vodafone   |
| MSIN | 1234567890 | 1234567890 |

## Analisi di IMSI
L'Analisi di IMSI è la procedura di esaminazione dell'IMSI di un subscriber del servizio, svolta per identificare a quale rete appartiene l'IMSI e se i subscriber da quella rete hanno il permesso di utilizzare tale rete (se non sono subscriber locali, questo richiederà un contratto di roaming).
Se il subscriber non è della nostra rete, allora dobbiamo convertire a questo punto l'IMSI in un Global Title il quale può essere poi utilizzato per accedere ai dati del subscriber nel HLR remoto. Questo è di grande importanza per il roaming cellulare internazionale.
Fuori dal Nord America l'IMSI viene convertito, in un formato di numero ibrido, E.214, che è simile, ma non lo stesso di un numero E.164. Il piano di numerazione E.214 è molto simile al formato di numero E.164 (più o meno un numero di telefono) e viene utilizzato per instradamento internazionale di messaggi SS7. E.214 offre un metodo per convertire IMSI in un numero che può essere utilizzato per instradare verso switch internazionali di SS7. Il procedimento di conversione descritto in E.214 può essere interpretato considerando che ci siano due stadi di conversione separati; primo determinazione dell'MCC e conversione in CC E.164, poi secondo determinare MNS (due o tre cifre) e convertire in codice di rete nazionale per la rete portante. Questo procedimento non viene utilizzato nella pratica e l'autorità di numerazione GSM ha affermato con chiarezza che viene utilizzato un procedimento ad uno stadio .
In Nord America, l'IMSI viene convertito solo in numero E.212 senza modificare il suo valore. In questa maniera può essere indirizzato direttamente sulle reti SS7 Americane.
Dopo questa conversione, SCCP viene utilizzato per mandare il messaggio alla sua destinazione finale.